# Crépide des Pyrénées
Crepis pyrenaica
Espèce
La Crépide des Pyrénées (Crepis pyrenaica) est une espèce de plante à fleurs de la famille des Astéracées.
Il s'agit de plantes vivaces.
En France, l'espèce est protégée en Alsace.